# Marko Sikirić
Don Marko Sikirić (Bibinje, 19. listopada 1858. – Zagreb, 11. listopada 1919.) bio je hrvatski domoljub, pravaš, duhovni i politički vođa Bibinja i zalagatelj za nacionalno i teritorijalno ujedinjenje hrvatskoga naroda.

## Životopis
Sikirić je rođen 19. listopada 1858. godine u Bibinjama. U Zadru je završio pučku školu i studij bogoslovije. Zaređen za svećenika Zadarske nadbiskupije 7. listopada 1883. Po ređenju u prvoj godini župnik je u Radovinu i Visočanima, a od 1884. do 1919.godine župnik je u rodnim Bibinjama. U punih 36 godina pastoralnog djelovanja u župi Bibinje don Sikirić prolazi kroz vrijeme različitih političkih i društvenih promjena, završetak otomanskog carstva, Prvi svjetski rat i kraj Austro-Ugarske Monarhije, Kraljevinu Jugoslaviju, talijansku okupacija Zadra i Dalmacije. Prvi službeni spomen o radu škole u Bibinjama zabilježen je 3. prosinca 1883., nazivom „Pomična učionica“. Njen voditelj je bio don Marko Sikirić. Obrazovanje je trajalo jednu godinu i to je bila muška škola.
Na osnovi oskudnih podataka izvora, literature iz 1918. govori se o pojavi i razvoju pravaša u Bibinjama te njenom ustroju, djelovanju kao i osnivanju čiji je najistaknutiji član i utemeljitelj bio don Marko Sikirić a kasnije i član mjesnog odbora Stranke prava. Sikirić je bio osobni prijatelj don Ive Prodana, dugogodišnjeg predsjednika Stranke prava u Dalmaciji i zastupnika u Dalmatinskom saboru u Zadru i Carevinskom vijeću u Beču.
Zagreb je smatrao središtem hrvatskog naroda, geslo mu je bilo „Držite se Zagreba“. Don Marko odlazi u izgnanstvo u Zagrebu, obolijeva od upale pluća, odlazi u Bolnicu milosrdne braće i umire dva dana poslije. Pokopan je 13. listopada 1919. g. na zagrebačkom groblju Mirogoju.

## Počasti
- Spomenik u centru starog sela u Bibinjama[8]

## Drugi o njemu
- Bibinjci u Zagrebu obilježili 100 obljetnicu smrti.
- Drugi dio obilježavanja obljetnice